# Phalère (bijou)
 (janvier 2024).
Si vous disposez d'ouvrages ou d'articles de référence ou si vous connaissez des sites web de qualité traitant du thème abordé ici, merci de compléter l'article en donnant les références utiles à sa vérifiabilité et en les liant à la section « Notes et références ».
Pour les articles homonymes, voir Phalère.
Une phalère est un disque décoratif en métal constituant une distinction militaire dans l’Antiquité romaine. Le nom « phalère » est issu du latin phalerae, de même sens, venant lui-même du pluriel grec phálara (φάλαρα).

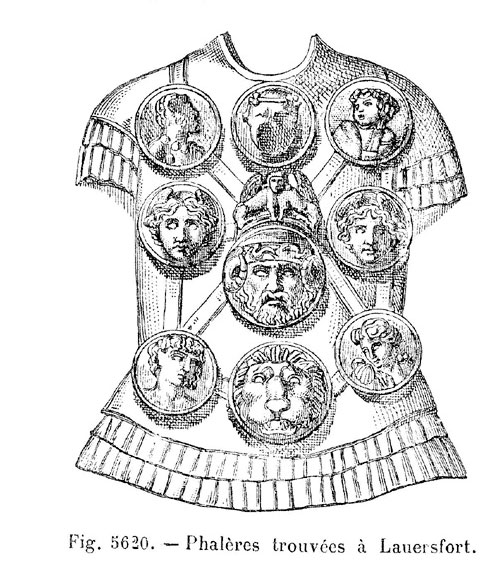
Reconstitution du port de l'ensemble des neuf phalères trouvées dans le trésor de Lauersfort, datant de 140 de notre ère.

## Description

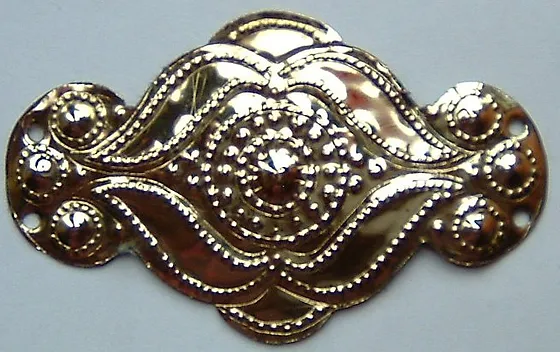
Phalère arborée par les chevaux de la cavalerie romaine

Il s'agit d'une petite parure métallique, généralement circulaire, sur laquelle était gravée ou ciselée une figure en relief. « Les personnes de distinction en portaient sur la poitrine, comme ornement ; c'était pour les soldats une décoration militaire que décernaient leurs officiers […]. »

On retrouve également cet élément sur les harnachements des chevaux dans l’Antiquité,, comme le montre le cas de chevaux des auxiliaires romains, ou de cavalerie macédonienne, qui sont des éléments décoratifs. Les phalères remises aux légionnaires romains pour leurs actes de bravoure ou les campagnes auxquelles ils avaient participé victorieusement se portaient accrochées sur la cuirasse.
La science auxiliaire de l'histoire qui étudie les ordres, décorations et médailles et toute forme de distinction symbolisée par un objet se dénomme la phaléristique.

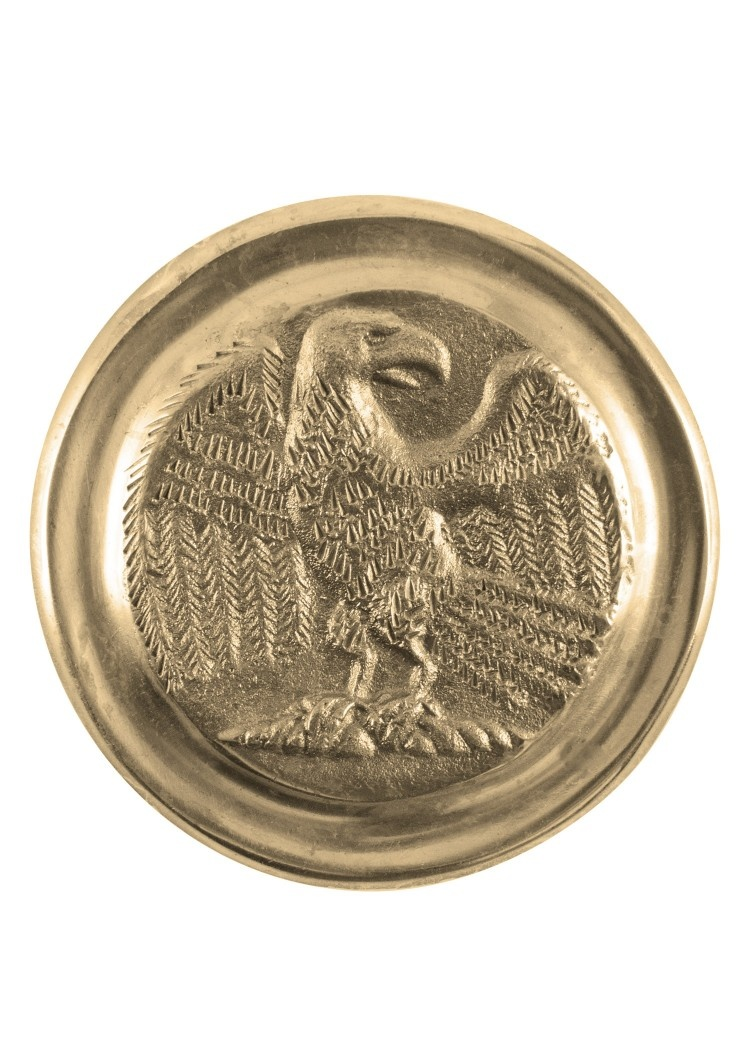
Copie moderne d'une phalère, notamment utilisée par les collectionneurs mais aussi pour des reconstitutions

### Usage

#### À titre individuel
Comme dans les armées nationales actuelles, les légions romaines avaient une série de décorations, à la fois individuelles et collectives, qui récompensaient les actions héroïques des légionnaires. Les plus célèbres sont peut-être ceux connus sous le nom de phalères, des disques de bronze ou d'argent richement décorés ayant une valeur à part entière, que le général décernait individuellement au légionnaire qui s’était distingué au combat. Les phalères étaient portées sur la poitrine grâce à un harnais en cuir ajusté dans le dos, qui pouvait porter au maximum six phalères différentes. Ce type de décorations existe déjà à partir de la Basse République (réforme militaire de Marius) et passe à l'Empire romain. Les phalères deviennent également des attributs du grade de centurion.

#### Décoration collective
Les phalères pouvaient également être remise à l'ensemble d'une unité pour récompenser un acte de bravoure collectif. Les phalères ne changeaient pas de forme mais elles étaient plus simples et donc moins décorées. Elles étaient arborées sur les enseignes.

### Complément

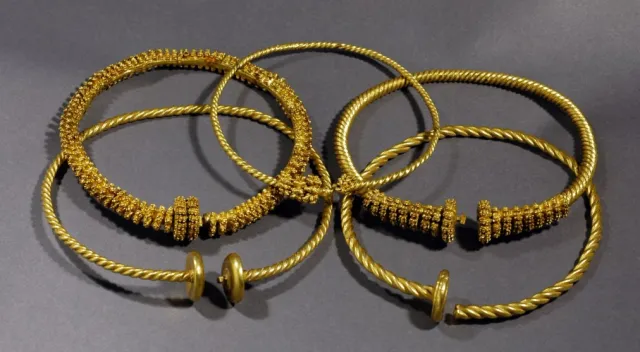
Torques d'or de fabrication romaine utilisés comme marques de bravoure.

Une autre décoration assez commune, qui pouvait être portée à côté des phalères, était le torque, collier d'origine celte que les Romains ont adopté après la guerre des Cimbres et des Teutons, copiant les auxiliaires gaulois d'origines nobles qui en portaient comme un symbole de bravoure jusqu'à ce qu'il devienne une décoration honorifique. Ces torques étaient généralement en cuivre ou en argent (matériaux moins chers) mais on a pu retrouver des torques d'officiers en or. Les torques peuvent être fait d'une seule pièce simple, mais certains exemplaires sont plus travaillés que d'autres, où on peut voir des ciselures, des gravures représentant des motifs floraux ou des frises géométriques.
Les torques romains n'étaient pas portées en collier comme le faisait les guerriers celtes, gaulois et ibères, mais arborés en trophées sur le même harnais que les phalères.
Comme autres récompenses militaires, on peut également citer diverses couronnes, qui sont en général attribuées dans des cas bien précis (par exemple, la couronne civique était donnée à un citoyen ayant sauvé un autre citoyen romain en tuant son agresseur).

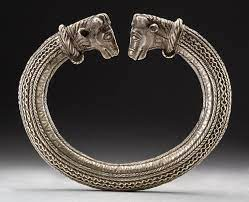
Torque ciselé en argent, d'origine celte

### Évolution

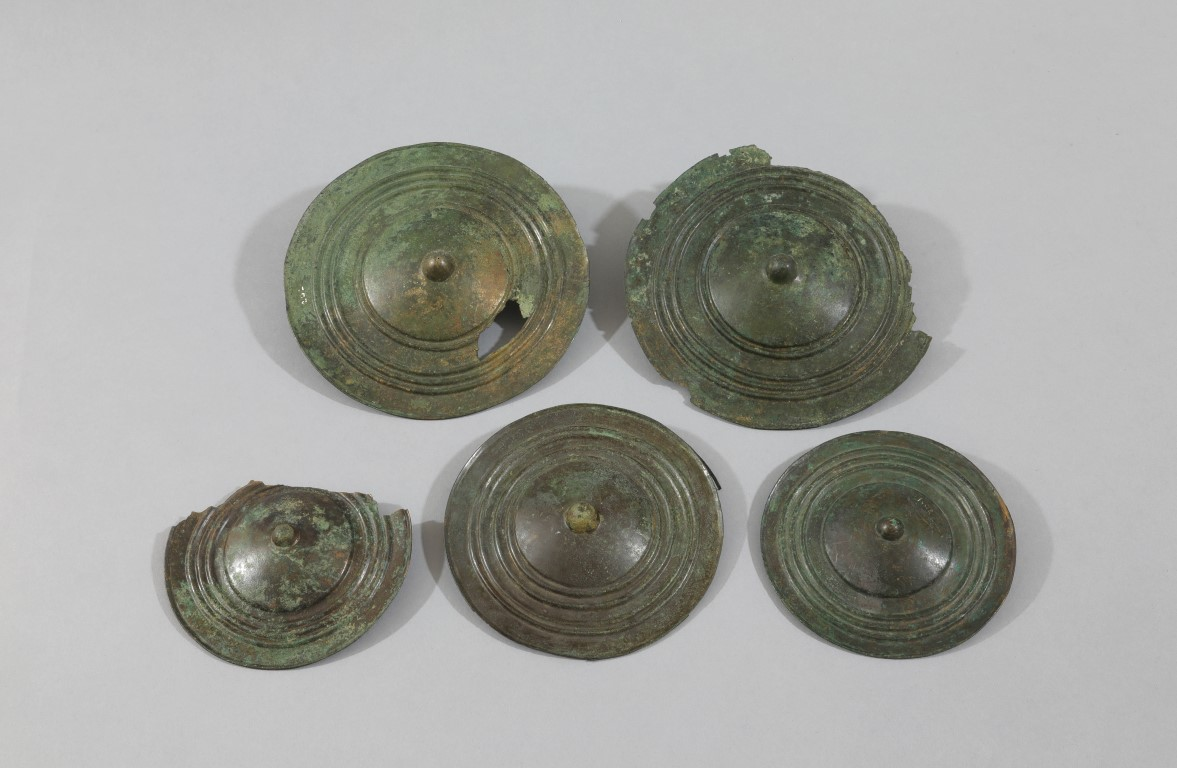
Phalères en bronze avant la réforme de Marius

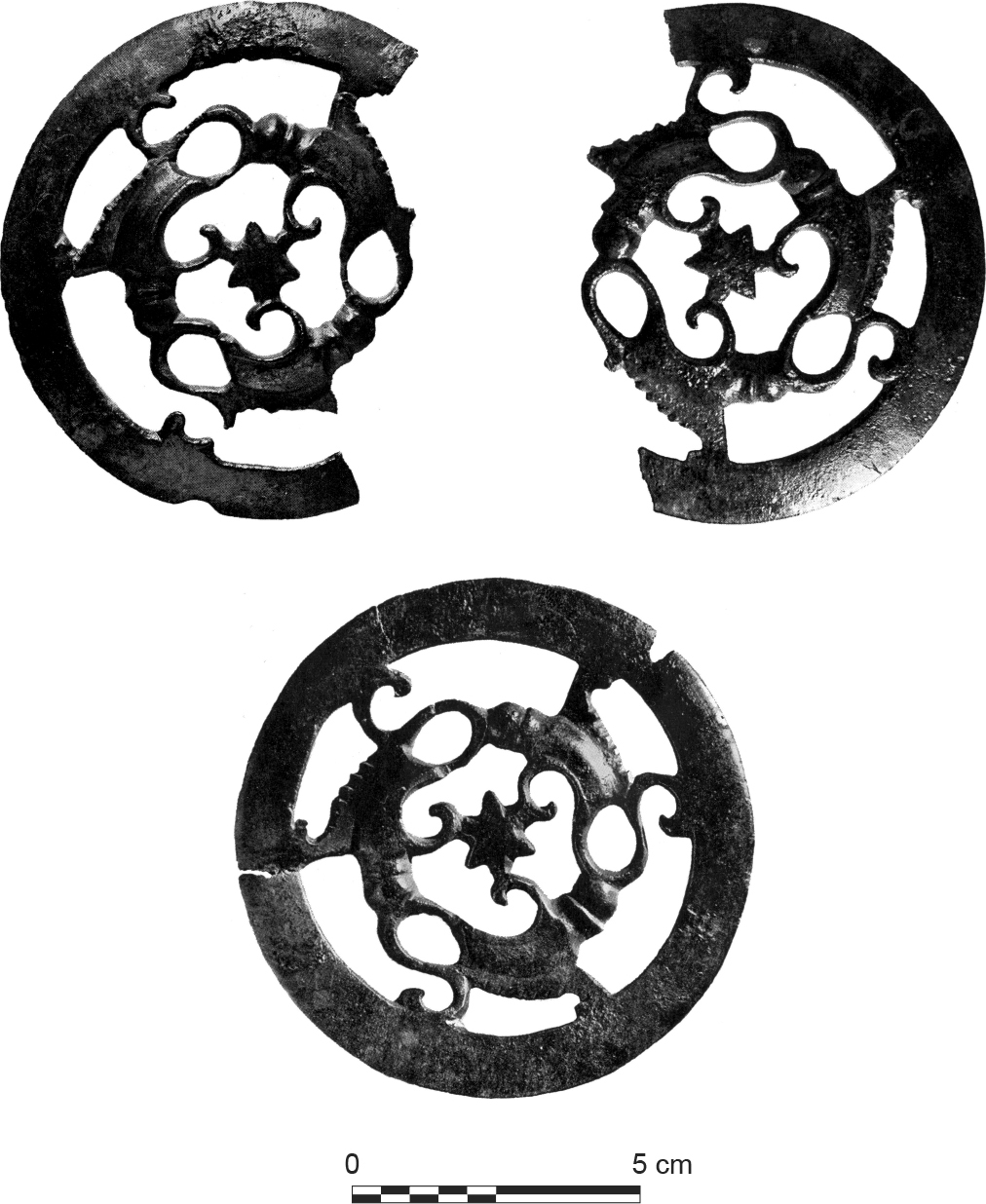
Phalères en fer finement décorées

D'abord de simples morceaux de bronze arrondis, inspirées des décorations que portaient les soldats grecs, les phalères devinrent après la réforme de Marius de véritables objets d'art. En effet, en fonction de l'action et du mérite du légionnaire qui les arborait, les phalères avaient une apparence et une signification différente. Ainsi, les découvertes archéologiques révèlent l'existence de phalères représentant Alexandre le Grand (personnage très populaire chez les militaires romains) et les portraits d'empereurs divinisés (Auguste par exemple) mais aussi des animaux sauvages signifiant le courage (lions), la noblesse (cerfs) et d'êtres mythologiques (satyre).Certaines phalères, de plus petite taille, ne représentaient que de petits motifs décoratifs (martelages en forme de cercles, des étoiles, diverses formes géométriques...). Si les phalères se diversifièrent par leur taille et leur motif, elles évoluèrent également par les matériaux utilisés : après le bronze, l'argent et le fer furent utilisés, le type et la qualité du métal employé devenant également des signes de valeur. On retrouve également certaines (rares) phalères en métal plaqué or.

### Abandon
Au fil du temps, bien qu'il soit difficile de dire dans quelle mesure, la phalère est tombée en désuétude au profit des prix en argent (d'une valeur différente selon les grades et la cause du don (un légionnaire ne recevra pas la même somme selon s'il a accompli un exploit ou s'il a participé à un coup d'État)) , comme le montre le cas de l'accession au pouvoir de l'empereur Claude. En effet, les empereurs romains se faisant de plus en plus porter au pouvoir par leurs légions, ils décidèrent d'accorder des primes (Donativum). Cependant, les torques ont continué à être utilisés, comme le montrent des représentations des escortes des empereurs au IVe siècle après J.-C, ou de défilés militaires, comme sur des bas-reliefs de la Colonne Trajane. 